# Dodge Intrepid
O Intrepid foi um sedan de porte grande, produzido pela Dodge, de 1993 até 2004. Foi fabricado nas versões ES, SE e SLE.

## NASCAR

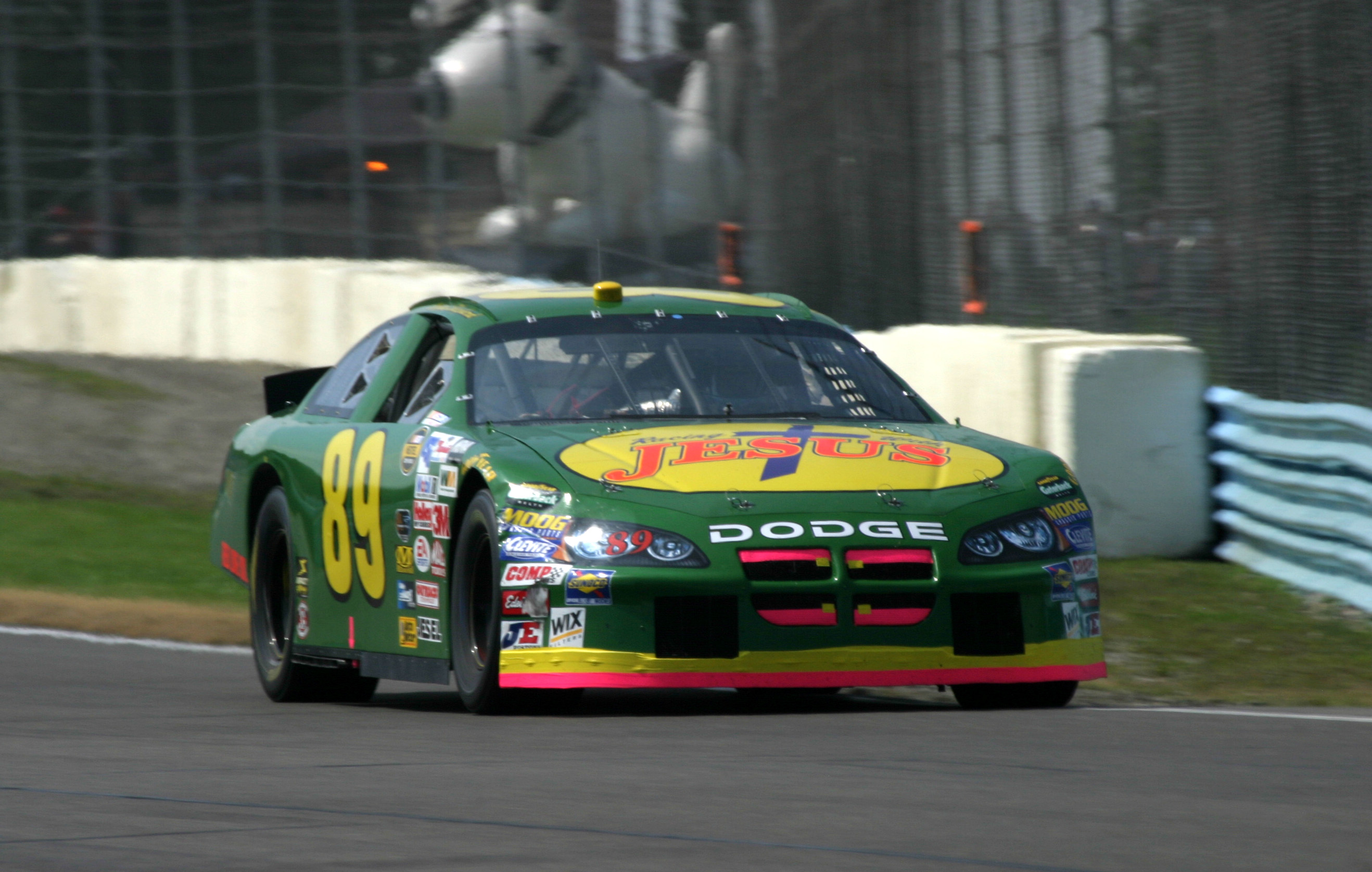
O Interprid na NASCAR em 2004.

O Interprid marcou o retorno da Dodge à NASCAR em 2001, depois de um hiato de 18 anos, o modelo representou a marca até o ano de 2005 quando foi substituído pelo Dodge Charger.